# Danilo Fischetti
Danilo Fischetti (26. ledna 1998, Řím) je italský ragbista, který hraje jako pilíř. Od sezony 2025/26 bude hrát za anglický celek Northampton Saints.
Seniorskou klubovou kariéru začal v klubu Calvisano (2017–2019). Ve své poslední sezoně vyhrál s tímto týmem nejvyšší italskou ligu a byl zvolen nejlepším hráčem ligy. Následně hrál v Itálii za Zebre Parma (2019−2022). Sezonu 2022/23 strávil jako hráč anglického týmu London Irish. Kvůli finančním problémům London Irish byl vyloučen z anglických ragbyových lig a Fischetti se vrátil do Zebre Parma (2023–2025).
Za Itálii odehrál první reprezentační zápas na Six Nations 2020 proti Walesu. Zúčastnil se MS 2023. Od 4. kola Six Nations 2021 nechyběl Fischetti na tomto turnaji v základní sestavě italské reprezentace. Na Six Nations 2024 si Itálie připsala nejlepší výsledek v jejich historii (2 výhry a 1 remíza). Server Planet Rugby ho vybral do nejlepší sestavy Six Nations 2025.